# Lisa Hyder
Lisa Hyder, född 6 oktober 1985, är en svensk barnboksförfattare. Hon har varit nominerad till Augustpriset, och hennes böcker är översatta till flera språk.

## Biografi
Lisa Hyder bor i Stockholm.  Vid sidan av sitt författarskap arbetar hon som jurist. Hon började skriva redan under högstadietiden och säger sig vara mycket inspirerad av deckarförfattare som Henning Mankell.

## Författarskap
Hyder debuterade 2014 med Bibliotekskuppen. De tre syskonen Lottie, Axel och Oliver Tilly går på en internatskola. De planerar en kupp för att komma åt böcker i skolans bibliotek och kunna läsa dem innan de kommer ut i handeln.
Syskonen är huvudpersoner även i de följande tre böckerna – Artistkuppen, Spökkuppen och Uppfinnarkuppen. I Artistkuppen kommer en känd popartist till skolan, och barnen strävar efter att få fotograferas tillsammans med denne. Spökkuppen handlar om en myt som uppstått på skolan om att det spökar i skolans källare. Uppfinnarkuppen handlar om en uppfinningstävling där en deltagare misstänks ha köpt sitt pris via sina föräldrar. Samtliga böcker riktar sig till läsare i 6–9-årsåldern.
Om dagen tar slut är en bilderbok som riktar sig till yngre barn, mellan 3 och 6 år gamla. Ett barn funderar över jordens undergång, konsekvenserna för den egna och familjens framtid och söker svar hos vuxna i omgivningen. Den kan sägas ge uttryck åt den existentiella rädsla och dödsångest förknippas med just den åldern i livet. För denna bok nominerades författaren 2017 till Augustpriset.
I Majken Majken flyttar titelpersonen med sin familj till ett nytt hus, där hon söker nyorientera sig i skolan och sin omgivning. Hon upptäcker en granne, en äldre kvinna som beter sig busigt och lekfullt och dessutom visar sig vara en namne. Vänskap uppstår.
Kim har en hemlighet är en bok framtagen av organisationen Paraply, som arbetar mot sexuella brott mot barn. Boken avser att underlätta samtal med barn kring ämnet och riktar sig till barn i åldrarna 3–6 år. Sandslott, som även den riktar sig till 3–6-åringar, handlar om funderingar kring vad det innebär att bli vuxen.

## Referenslista
1. 1 2  ”Om mig”. Lisa Hyder. 19 mars 2017. Arkiverad från originalet den 1 februari 2022. https://web.archive.org/web/20220201144203/https://lisahyder.se/about/. Läst 1 februari 2022.
2. ↑  ”Lisa Hyder”. www.barnensbibliotek.se. Arkiverad från originalet den 1 februari 2022. https://web.archive.org/web/20220201142136/https://www.barnensbibliotek.se/forfattare/h/lisahyder. Läst 1 februari 2022.
3. ↑  ”Bibliotekskuppen |”. https://opal.se/bocker/bibliotekskuppen/. Läst 1 februari 2022.
4. ↑  ”Artistkuppen |”. https://opal.se/bocker/artistkuppen/. Läst 1 februari 2022.
5. ↑  ”Spökkuppen |”. https://opal.se/bocker/spokkuppen/. Läst 1 februari 2022.
6. ↑  ”Uppfinnarkuppen |”. https://opal.se/bocker/uppfinnarkuppen/. Läst 1 februari 2022.
7. ↑  Björn Sundmark. [http://mau.diva-portal.org/smash/get/diva2:1543933/FULLTEXT01.pdf ”Barnlitteratur och rädsla. Om konsten 
att skrämma barn”]. http://mau.diva-portal.org/smash/get/diva2:1543933/FULLTEXT01.pdf. Läst 11 mars 2025.
8. ↑  ”Om dagen tar slut |”. https://opal.se/bocker/om-dagen-tar-slut/. Läst 1 februari 2022.
9. ↑  ”Dessa titlar är nominerade till Augustpriset 2017 | Augustpriset”. www.augustpriset.se. Arkiverad från originalet den 1 februari 2022. https://web.archive.org/web/20220201155737/https://www.augustpriset.se/nyheter/dessa-titlar-ar-nominerade-till-augustpriset-2017. Läst 1 februari 2022.
10. ↑  ”Majken Majken |”. https://opal.se/bocker/majken-majken/. Läst 1 februari 2022.
11. ↑  Stålberg, Emmelie. ”"Vänskap utanför boxen" -En analys av två barnböcker med vänskap över generationsgränser som motiv”. Örebro universitet. http://oru.diva-portal.org/smash/get/diva2:1339803/FULLTEXT01.pdf. Läst 11 mars 2025.
12. ↑  ”Vår pedagogiska barnbok” (på engelska). Paraply. Arkiverad från originalet den 1 februari 2022. https://web.archive.org/web/20220201161831/https://www.paraply.org/kim-boken. Läst 1 februari 2022.
13. ↑  Hyder, Lisa (2022). Sandslott. ISBN 978-91-7226-452-6. https://libris.kb.se/bib/zd1wgsqkww1nsq4c. Läst 31 mars 2024